# Стшелін
Стше́лін (пол. Strzelin, чеськ. Střelín, нім. Strehlen) — місто в південно-західній Польщі.
Адміністративний центр Стшелінського повіту Нижньосілезького воєводства.

## Демографія
Демографічна структура станом на 31 березня 2011 року:
|          | Загалом | Допрацездатний вік | Працездатний вік | Постпрацездатний вік |
| -------- | ------- | ------------------ | ---------------- | -------------------- |
| Чоловіки | 6049    | 1076               | 4401             | 572                  |
| Жінки    | 6559    | 969                | 3939             | 1651                 |
| Разом    | 12608   | 2045               | 8340             | 2223                 |